# 安圭拉共和国

安圭拉现在使用的徽章，曾短暂的在共和国时期被非正式的使用过。

安圭拉共和国（英語：Republic of Anguilla）是安圭拉历史上的一个短暂存在的未被承认的国家。安圭拉共和国于1967年7月11日宣布脱离圣基茨-尼维斯-安圭拉（当时的英国附属国）独立，后于1969年3月19日被英国重新控制。

## 历史背景
1967年2月27日，包含安圭拉在内的圣基茨-尼维斯-安圭拉领土成为了英国的联系国。圣基茨-尼维斯-安圭拉获得了内部自治权，在内政上独立，外交与国防由英国负责。许多安圭拉民众不满圣基茨对联邦的统治，以罗纳德·韦伯斯特为首的人民进步党掀起了一场脱离圣的运动。
1967年5月30日，安圭拉岛上的圣基茨警察被驱逐，并成立了“维持和平委员会”（英語：Peace Keeping Committee）政府。
1967年7月11日，安圭拉举行了关于脱离圣基茨-尼维斯的全民公投，公投结果显示99.72%的参与者支持安圭拉脱离联邦。次日，安圭拉宣布独立。主要由哈佛大学法学教授罗杰·费舍尔撰写的安圭拉独立宣言由沃尔特·霍奇公开宣读。罗纳德宣布就任安圭拉“总统”。然而，安圭拉的独立和新政府均没有得到英国和圣基茨-尼维斯-安圭拉联邦的承认。

## 共和国的建立
1969年2月6日，安圭拉举行了第二次全民公投，99.71%的选民批准了安圭拉的共和宪法。第二天，安圭拉宣布成为一个独立的共和国，罗纳德担任主席。

## 共和国的结束
1969年3月11日，英国特使威廉·惠特洛克（英語：William Charles Whitlock）抵达安圭拉，并提出组建新的英国的安圭拉临时政府。他被驱除出境。
1969年3月19日，一支英国的特遣队为了“维持秩序”登上了安圭拉岛。罗纳德离开了安圭拉岛，后在联合国大会上发表了安圭拉应该拥有自决权的讲话。
安圭拉被英国和圣基茨-尼维斯-安圭拉重新统治。安圭拉直到1980年12月19日才正式脱离圣基茨和尼维斯，成为一个独立的英国属地，并至今仍是英国的海外领土。